# Jessie James
Jessica Rose James Decker, mer känd som Jessie James, född 12 april 1988 i Vicenza i Italien, är en amerikansk country- och popsångerska samt låtskrivare.
Hennes far är arméofficer och hon är av grekisk och italiensk härkomst. År 2000 flyttade hon till Georgia i USA och därifrån reste hon ofta till huvudstad Nashville för provinspelningar hos olika skivbolag. I början gick det dåligt, men senare lyckades hon göra intryck på skivproducenten LA Reid, som ordnade ett skivkontrakt. Deras första släpp var låten "Blue Jeans" som ingick i soundtracket till filmen En shopaholics bekännelser. 
Debutalbumet, Jessie James, kom i augusti 2009 och nådde 23:e plats på Billboard 200. Musiken var en fusion mellan country och pop, med tonvikt på det senare. I albumet medverkade bland andra Kara DioGuardi och Mitch Allan som låtskrivare. Den första singeln, "Wanted", släpptes i maj 2009 och lyckades nå 40:e plats på Billboard Hot 100.

## Diskografi
Album
- Jessie James (2009)
- Southern Girl City Lights (2017)

EP's
- Comin' Home (2014)
- This Christmas (2015)
- Gold (2017)
- Blackbird Sessions (2017)

Singlar
- "Wanted" (2009)
- "Blue Jeans" (2009)
- "I Look So Good (Without You)" (2009)
- "My Cowboy" (2009)
- "Boys in the Summer" (2010)
- "When You Say My Name" (2012)
- "Military Man (2012)
- "I Do" (2013)
- "Clint Eastwood" (2015)
- "Lights Down Low" (2015)
- "Southern Girl City Lights" (2017)
- "Flip My Hair" (2018)